# WebCore
WebCore es un framework que provee un motor de renderizado de HTML a Mac OS X.

## Características
WebCore es desarrollado por Apple Computer y distribuido con una licencia LGPL como uno de los dos componentes de WebKit (siendo JavaScriptCore el otro).
Webcore combina el motor de renderizado KHTML, desarrollado por el proyecto KDE, con la biblioteca llamada KQW. Apple Computer desarrolló KQW como un adaptador, para solventar las dependencias de KHTML con respecto a código de la biblioteca Qt y otros módulos de KDE. KQW también ofrece una API en Objective-C por sobre el código basado en C++ de KHTML, facilitando las referencias desde otras aplicaciones informáticas basadas en Cocoa.

## Cronología
El 7 de enero de 2003 Apple Computer hizo público a WebCore con el lanzamiento del navegador web Safari. Ese mismo día los desarrolladores de WebCore enviaron los cambios hechos a KHTML a los desarrolladores de KDE.
El 28 de abril de 2005, luego de que se conociera una versión de Safari que superaba la prueba Acid2, los desarrolladores de KHTML hicieron notar su descontento con la falta de cooperación por parte de Apple Computer. Estos acusaban a los desarrolladores de WebKit de no ser transparentes con respecto a los cambios hechos y de proponer cambios que terminarían perjudicando a KHTML.
A partir del 7 de junio de 2005, Apple Computer permitió el acceso libre al control de versiones CVS (hoy Subversion) del código fuente y habilitó un sistema de seguimientos de bugs Bugzilla para facilitar la integración en KHTML de los cambios hechos en WebCore.

## Proyectos
Desde que WebCore pasó a ser un proyecto de código abierto, han aparecido diferentes proyectos basados en él; por ejemplo, versiones nativas para otras plataformas como los teléfonos móviles de Nokia o las bibliotecas multiplataforma GNUstep, o también reutilizarlo en otros navegadores web como OmniWeb.
Aunque los desarrolladores pueden utilizar WebCore, para proveer a sus aplicaciones de un motor de renderizado, Apple Computer recomienda el uso de WebKit, cuya interfaz es más estable.

## Aplicaciones que usan WebCore
- Help Viewer — la aplicación por defecto para mostrar archivos de ayuda en Mac OS X.
- iWeb — un editor de páginas web desarrollado por Apple Computer, incluido en iLife '06.
- Mail — el cliente de correo electrónico de Mac OS X.
- OmniWeb (versiones anteriores a la 5.5) — un navegador web desarrollado por The Omni Group para Mac OS X.
- RapidWeaver — un editor de páginas web.
- RealPlayer — un reproductor multimedia con un navegador web integrado (la versión para Mac OS X usa WebCore).
- Sandvox — un editor de páginas web.
- Web browser for S60 — un navegador web desarrollado por Nokia para sus teléfonos móviles de la plataforma s60.

Además de estas aplicaciones, otras usan WebCore como parte de WebKit.